# Fynverket

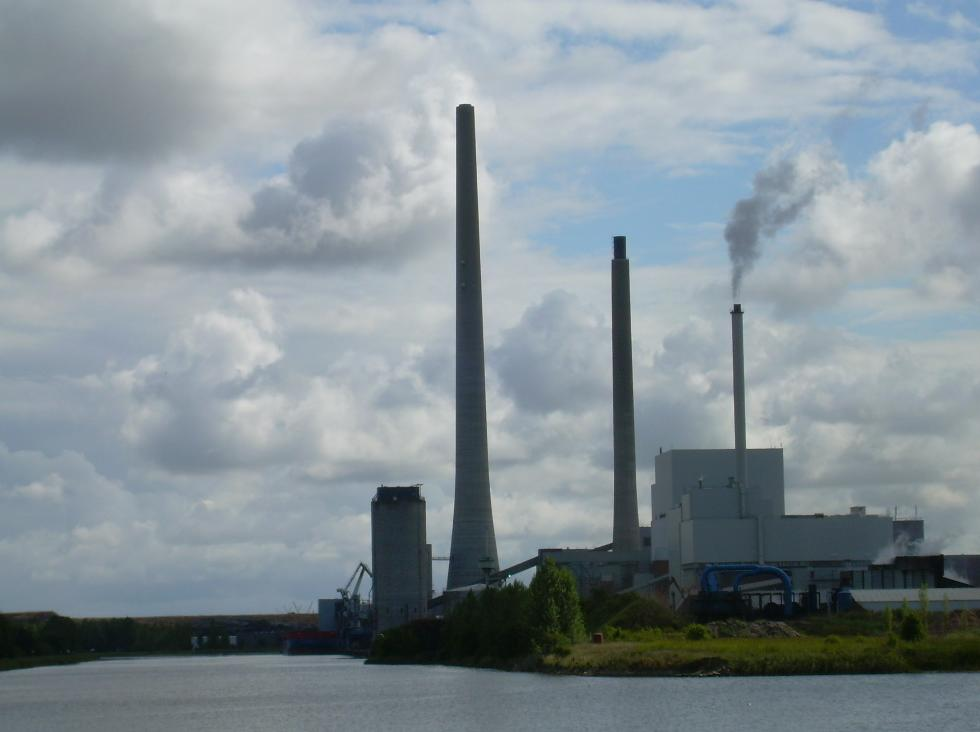
Foto av Fynverket.

 Fynverket  är kraftvärmeverk vid Odense Kanal utanför Odense på norra Fyn i Danmark som sedan 2024 eldas med naturgas.
Verket var tidigare ett kombinerat kol- och oljekraftverk med en installerad produktionskapacitet på 728 MW fördelat på två block/turbiner, varav den ena på hela 443 MW, är det fjärde kraftigaste kraftverksblocket i Danmark. Värmen från kraftproduktionen återanvänds säljs som fjärrvärme. Operatör är Vattenfall.
Anläggningen byggdes ut 1974–1991. Bränseltypen var tidigare kol och subsidiärt olja, men verket kunde också eldas med bioetanol och biogas. Det är landets sjätte största kraftverk mätt efter installerad produktionseffekt. Block 7 konverterades till naturgas i april 2024.
De totala CO2-utsläppen 2008 var cirka  1 964 600 ton, medan samma års kvot var 1,331 mill ton.

Block 8, som byggdes år 2010, eldas med halm. På området finns också  en anläggning för sopförbränning som producerar el och fjärrvärme.